# Mandi Lampi
Mandi Lampi (25 de octubre de 1988 – 27 de febrero de 2008) fue una actriz de teatro y cantante finlandesa. Era hija del actor Jussi Lampi y Tuula Lampi.

## Carrera
Mandi apareció en el New Happy Theatre de Linnanmäki en verano de 1999. Era conocida por haber salido en el videoclip Miks kaikki kiusaa, una campaña contra el bullying escolar. Publicó el álbum, Pieni maailma (1998), con canciones de Maki, Alex y Vera de Aikakone, así como de la esposa de Alex, Marja.
Mandi apareció en el video del Festival de la Canción de Eurovisión de Laulava Sydän ("Corazón Cantante"), interpretando la canción de Eurovisión Pump Pump de Fredi. En 2004, ella y su padre aparecieron en la obra de teatro del Castillo de Turku Älä soisa äidille ("No llames a mamá").
Mandi Lampi murió el 27 de febrero de 2008, a los 19 años. Los medios de comunicación dijeron que la muerte fue "repentina". No se hicieron públicos más detalles en ese momento. En febrero de 2009, su madre concedió una entrevista a la revista finlandesa Me Naiset, en la que habló de su hija, confirmando las sospechas anteriores de que Mandi se suicidó.

## Discografía
- Pieni maailma ("Small world") (1998)